# Càrex corbat
El càrex corbat (Carex curvula) és una espècie herbàcia del gènere càrex que forma part principal dels prats alpins en terres àcides.
El càrex corbat és l'herba ciperàcia dominant als prats alpins europeus, als Alps, Pirineus, Carpats i altes muntanyes del nord de Grècia.
Mostra dues morfologies: C. curvula ssp. curvula (Ccc) i C. curvula ssp. rosae (Ccr) que són considerats ecotips. Les condicions per l'hàbitat de Ccc són infrequents en les regions més al sud.
Les espigues del càrex corbat són subsèssils o pedunculades molt curtes, estan reunides en un glomèrul dens; les fulles són en forma de jonc. Fa gespa. Fa de 10 a 40 cm i floreix el juliol o l'agost.
A Catalunya només hi ha la subespècie rosae, viu als Pirineus entre els 2000 i els 3.010 metres d'altitud.